# Јосип Шпекбахер
Јозеф Шпекбахер (1767 — 1820) био је један од вођа Тиролског устанка 1809. године.
Учествовао је као стрелац народног позива у борбама против Баварске 1797, 1800 и 1805. године. После поновног избијања рата 1809. године, Шпекбахер је заједно са Хофером позвао народ Тирола на оружје и борбу против Баварске окупације. У 1809. години однео је низ победа над Баварцима и Французима, али му је баварски корпус маршала Леферва 16. октобра 1809. године код Мелега нанео тежак пораз. После уједињења Тирола са Аустријом, Шпекбахер се 1814. године вратио у Тирол. 